# Jerzy Boniecki (pływak)
Jerzy Boniecki (ur. 7 lutego 1933 w Łodzi, zm. 5 marca 2021) – pływak, trener, olimpijczyk z Helsinek 1952.
Specjalista w stylu grzbietowym. W trakcie kariery zawodniczej reprezentował łódzkie kluby. Startował na igrzyskach olimpijskich w Helsinkach w wyścigu na 100 m stylem grzbietowym (odpadł w eliminacjach) oraz był uczestnikiem sztafety 4 × 200 m stylem dowolnym (która odpadła w eliminacjach).
Na początku 1952 otrzymał tytuł mistrza sportu. W późniejszych latach prowadził sekcję pływacką Orła Łódź, był także sędzią piłki wodnej.

## Życie prywatne
Ożenił się z Romaną z domu Maślakiewicz, także pływaczką.
Został pochowany na cmentarzu na Mani w Łodzi.

## Osiągnięcia
- 1950
  - 1. miejsce w mistrzostwach Polski na 100 m stylem grzbietowym
  - 1. miejsce w mistrzostwach Polski na 200 m stylem grzbietowym
- 1951
  - 1. miejsce w mistrzostwach Polski na 200 m stylem grzbietowym
- 1952
  - 1. miejsce w mistrzostwach Polski na 100 m stylem grzbietowym
  - 1. miejsce w mistrzostwach Polski na 200 m stylem grzbietowym